# 礼仕街聚会所
礼仕街聚会所（英語：Race Street Meetinghouse）是一个历史悠久而仍然活跃的贵格会聚会所，位于美国宾夕法尼亚州费城市中心樱桃街1515号（北15街转角）。
该聚会所由费城年会建于1856年，长131英尺，宽80英尺，正面临樱桃街，与礼仕街之间有开放的庭院，内部分为南北两个会场。
礼仕街聚会所曾是妇女参与贵格会宗教活动和美国政治行动主义的最前沿。许多妇女运动的领导人都与该聚会所有关，其中包括废奴主义者和妇女权利活动家柳克丽霞·莫特、和平活动家漢娜·克羅西爾·赫爾和女性投票权运动领袖艾麗斯·保羅。
该聚会所由于在废除奴隶制，促成妇女选举权和民权运动方面的作用，在1993年被列为国家历史地标。
该聚会所是贵格会中心园区的一部分，其中包括美国贵格会全国办公室、贵格会世界协商委员会、费城年会和联合国协会大费城分会，还有雕塑家西尔维亚·肖·贾德森的17世纪贵格会殉道者玛丽·戴尔的雕像的复制品。贵格会会议中心建于1974年，由Cope＆Lippincott设计。。

## 外部連結
- 費城中部月度會議官方網站 （页面存档备份，存于）
- 美國國家歷史名勝提名名單